# Sieuras
Sieuras település Franciaországban, Ariège megyében. Lakosainak száma 94 fő (2022. január 1.). Sieuras Carla-Bayle, Castex, Méras, Sainte-Suzanne és Lapeyrère községekkel határos.

## Népesség
A település népessége az elmúlt években az alábbi módon változott:
| Lakosok száma | 89   | 74   | 57   | 78   | 67   | 85   | 96   | 103  | 101  | 94   |
|               | 1968 | 1982 | 1990 | 2006 | 2013 | 2015 | 2017 | 2019 | 2020 | 2022 |